# Baltasar Rodríguez
Baltasar Luis Gallego Rodríguez (* 9. Juli 2003 in Monte Hermoso) ist ein argentinischer Fußballspieler.

## Karriere

### Verein
Von der U20 des Racing Club wechselte er Anfang 2022 in den Kader von deren zweiter Mannschaft. Im Sommer 2023 stieg er dann fest in den Kader der ersten Mannschaft auf, zuvor hatte er aber schon am 9. Mai 2023 sein Debüt in der ersten Liga. Im März 2025 wurde Rodríguez für den Rest des Jahres in die MLS an Inter Miami verliehen.

### Nationalmannschaft
Im Oktober 2023 wurde er erstmals für die argentinische U23 für die Vorbereitung vor dem Qualifikationsturnier für Olympia nominiert. Dort kam er auch einmal zum Einsatz. Bei dem Turnier selbst stand er dann in fünf Partien auf dem Platz und erzielte auch ein Tor. Am Ende landete er mit seinem Team hier auf dem zweiten Platz der Endgruppe und qualifizierte sich so für die Spiele in Paris.